# 五叶红梅消
五叶红梅消（学名：Rubus parvifolius var. toapiensis）是蔷薇科悬钩子属下的一个变种。

## 扩展阅读
- 維基物種上的相關：五叶红梅消